# Малый Кушум
Малый Кушум — река в России, протекает в Саратовской области.

## География и гидрология
Малый Кушум левобережный приток реки Большой Иргиз, её устье находится в 88 километрах от устья Большого Иргиза. Длина реки — 76 километров. Площадь водосборного бассейна — 469 км².

## Данные водного реестра
По данным государственного водного реестра России относится к Нижневолжскому бассейновому округу, водохозяйственный участок реки — Большой Иргиз от Сулакского гидроузла и до устья. Речной бассейн реки — Волга от верхнего Куйбышевского водохранилища до впадения в Каспий.
Код объекта в государственном водном реестре — 11010001712112100010143.